# Sandvikens tegelbruk

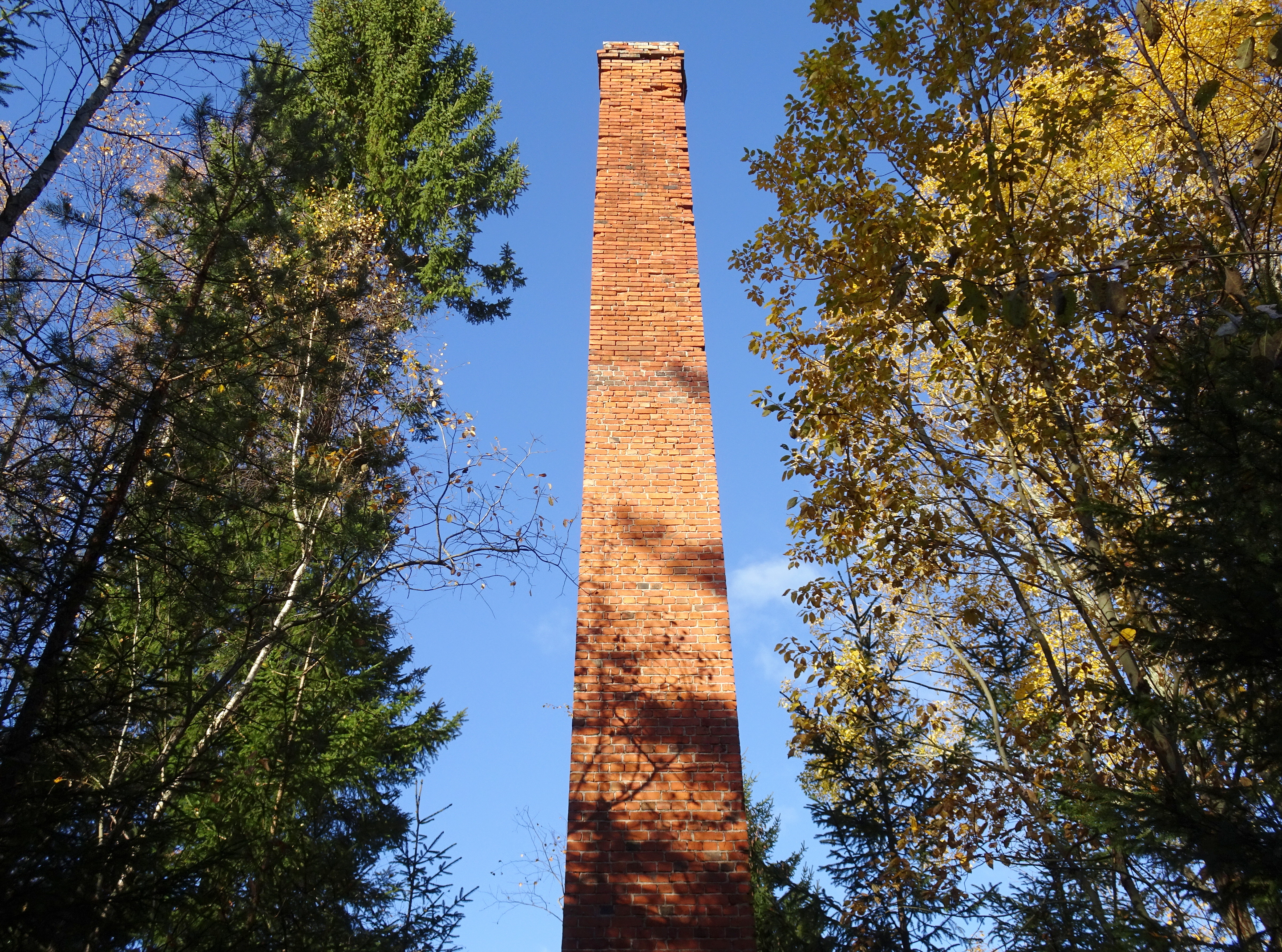
Brukets skorsten, oktober 2016.

Sandvikens tegelbruk var en mindre tegelfabrik belägen i Sandviken vid Mälaren på sydöstra sidan av Enhörnahalvön i nuvarande Södertälje kommun. I Sandviken fanns två tegelbruk. Det sista existerade mellan 1935 och 1961 och producerade huvudsakligen taktegel och rörtegel. Fabrikens skorsten finns fortfarande kvar.

## Bakgrund
På halvön Enhörna låg ett tiotal dokumenterade tegelbruk som har varit i drift från medeltiden ända fram till 1979 då Sundsörs tegelbruk lade ner sin produktion. Brukens blomstringstid rådde från mitten av 1800-talet och en bit in på 1900-talet när efterfrågan av murtegel och andra tegelprodukter var som störst i det växande Stockholm. Tegelbruken var ofta knutna till några gårdar eller arrenderades respektive ägdes av bolaget Mälardalens tegelbruk. Sandviken var en egenständig fabrik.

## Bruket nummer 1

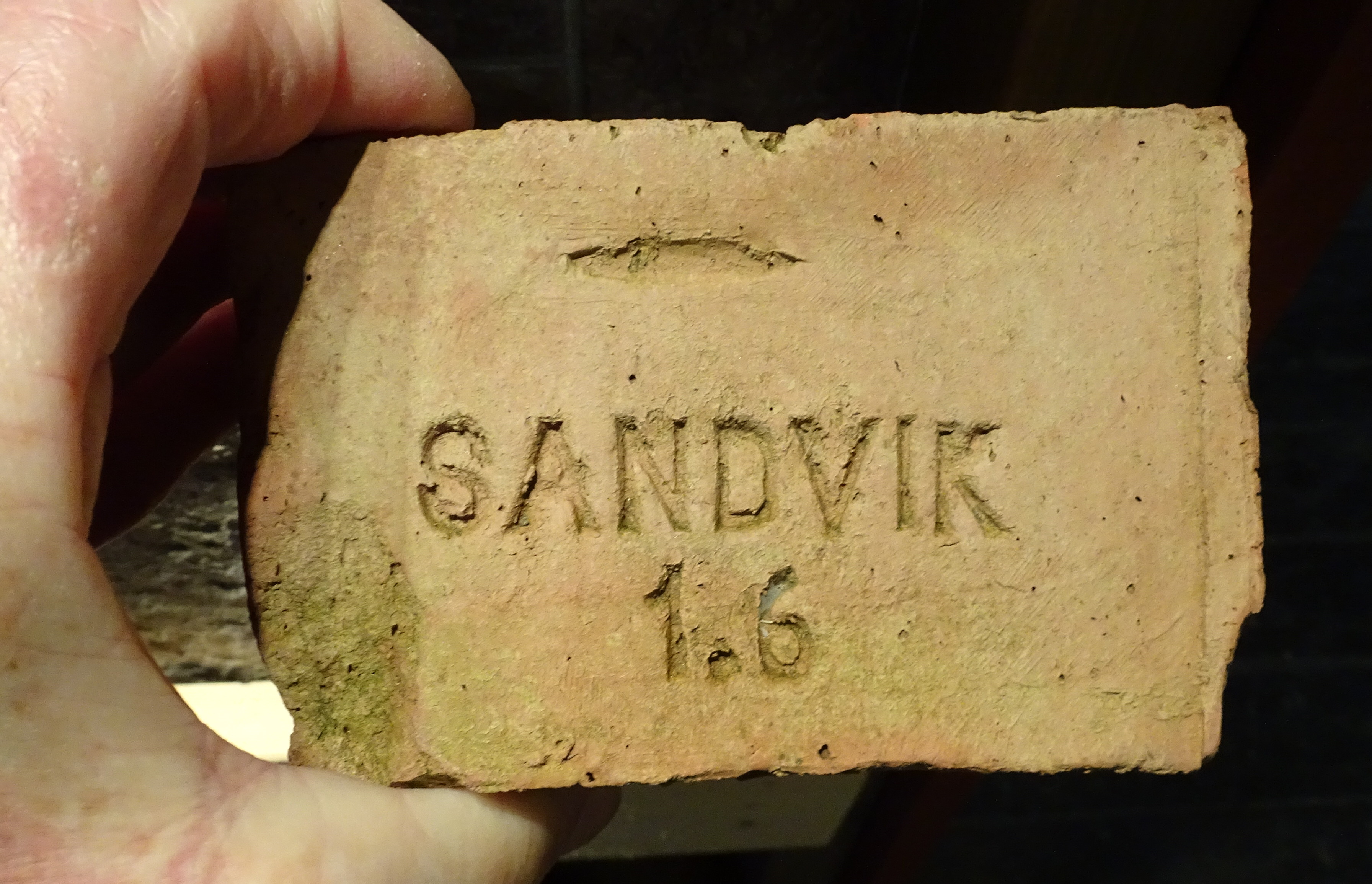
Murtegel från Sandvikens första bruk. 1.6 anger viktbeteckningen (1,41–1.60 volymvikt kg/dm³).

I Sandviken har det funnits två tegelbruk. Det första anlades omkring 1850 och låg i direkt anslutning till dagens ångbåtsbrygga. Här fanns bland annat brännugn, tegellada, maskinhus, godsmagasin och diverse ekonomibyggnader. Anläggningen moderniserades kring sekelskifter 1900 med bland annat en ångmaskin på sex hästkrafter. 
1902 tillverkade man 22 000 murtegel och 35 000 taktegel. Arbetsstyrkan bestod av fyra man och ägare var C.J. Pettersson. Teglet fraktades sedan från egen brygga med segelskutor till kunderna runt Mälaren. 1903 lades verksamheten ner och åren därpå revs samtliga byggnader.

## Bruket nummer 2
År 1935 uppfördes ett nytt tegelbruk som låg vid landsvägen (dagens Sandviksvägen) cirka 500 meter inåt land. Det var då det enda helt nybyggda tegelbruk på Enhörna. Tack vare den goda kvalitén på leran, som är utgångsmaterialet vid tegeltillverkning, kunde man specialisera sig på tillverkning av taktegel och rörtegel. Leran hämtades strax norr om bruket med en mindre, vajerdragen decauvillebana. Idag syns fortfarande en vattenfylld lergrop. Torkningen skedde i öppna torklador och bränningen genomfördes i fyra flamugnar.
Historiska bilder, Sandviken nr 2

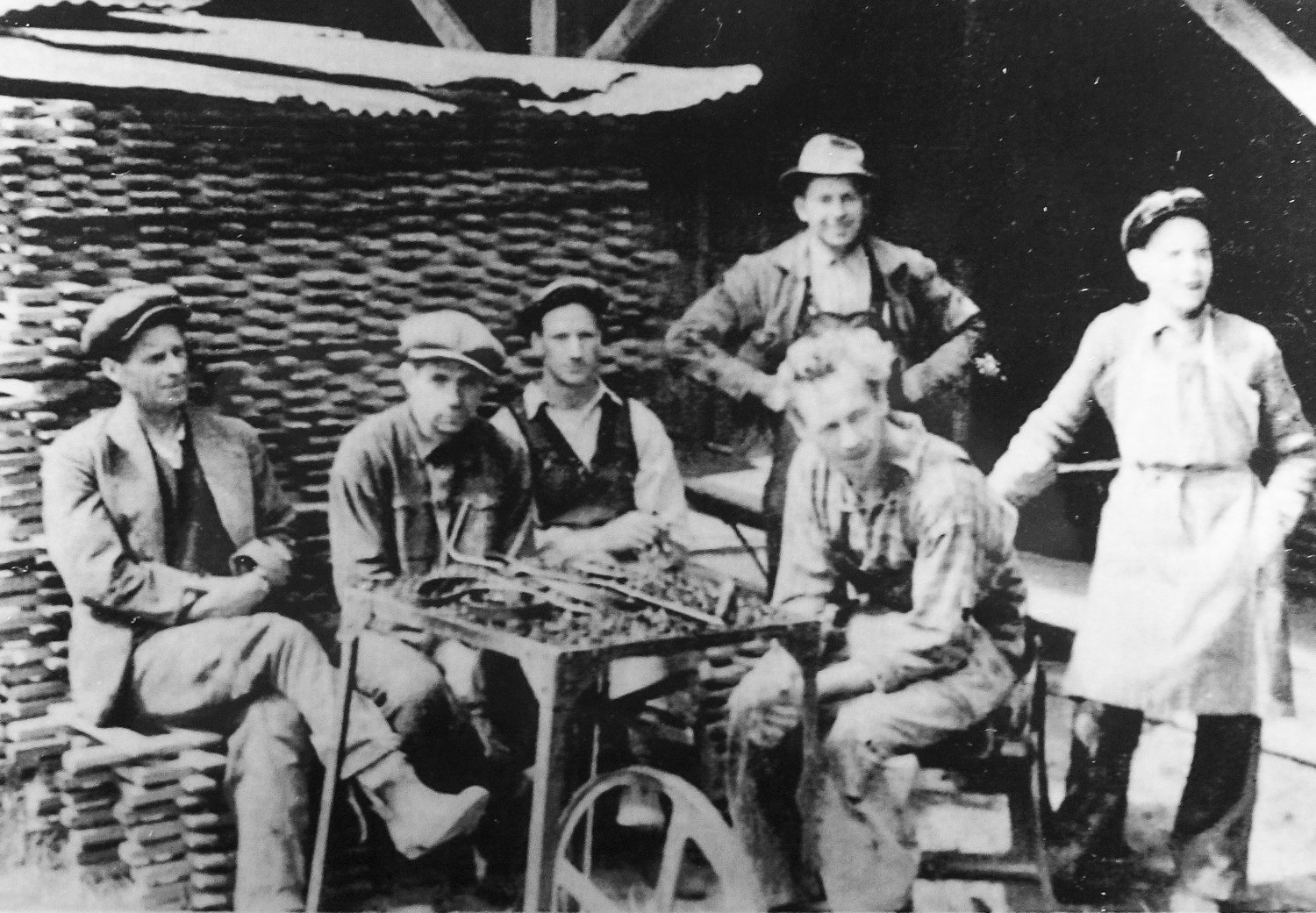
Arbetssyrkan
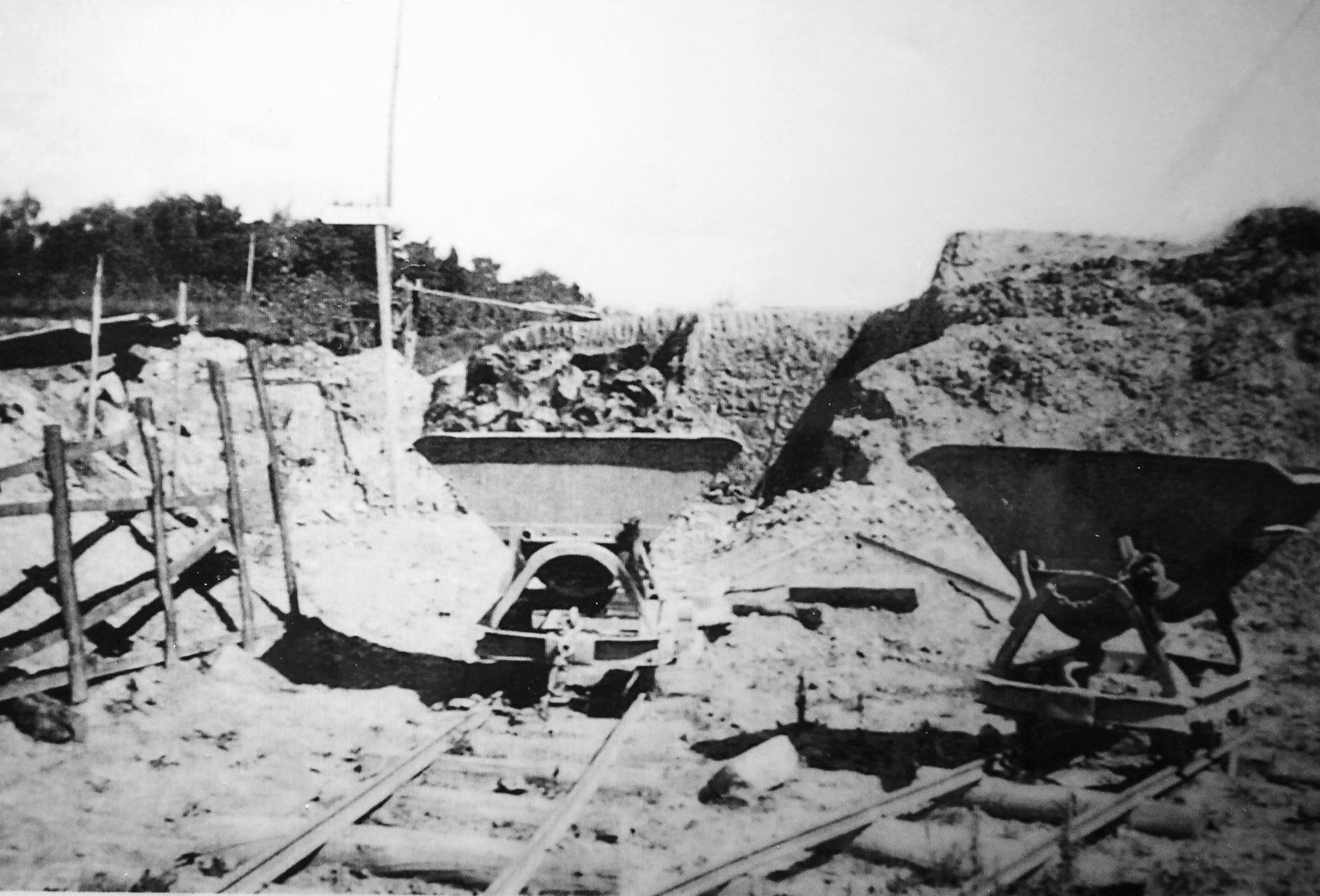
Lertäkten
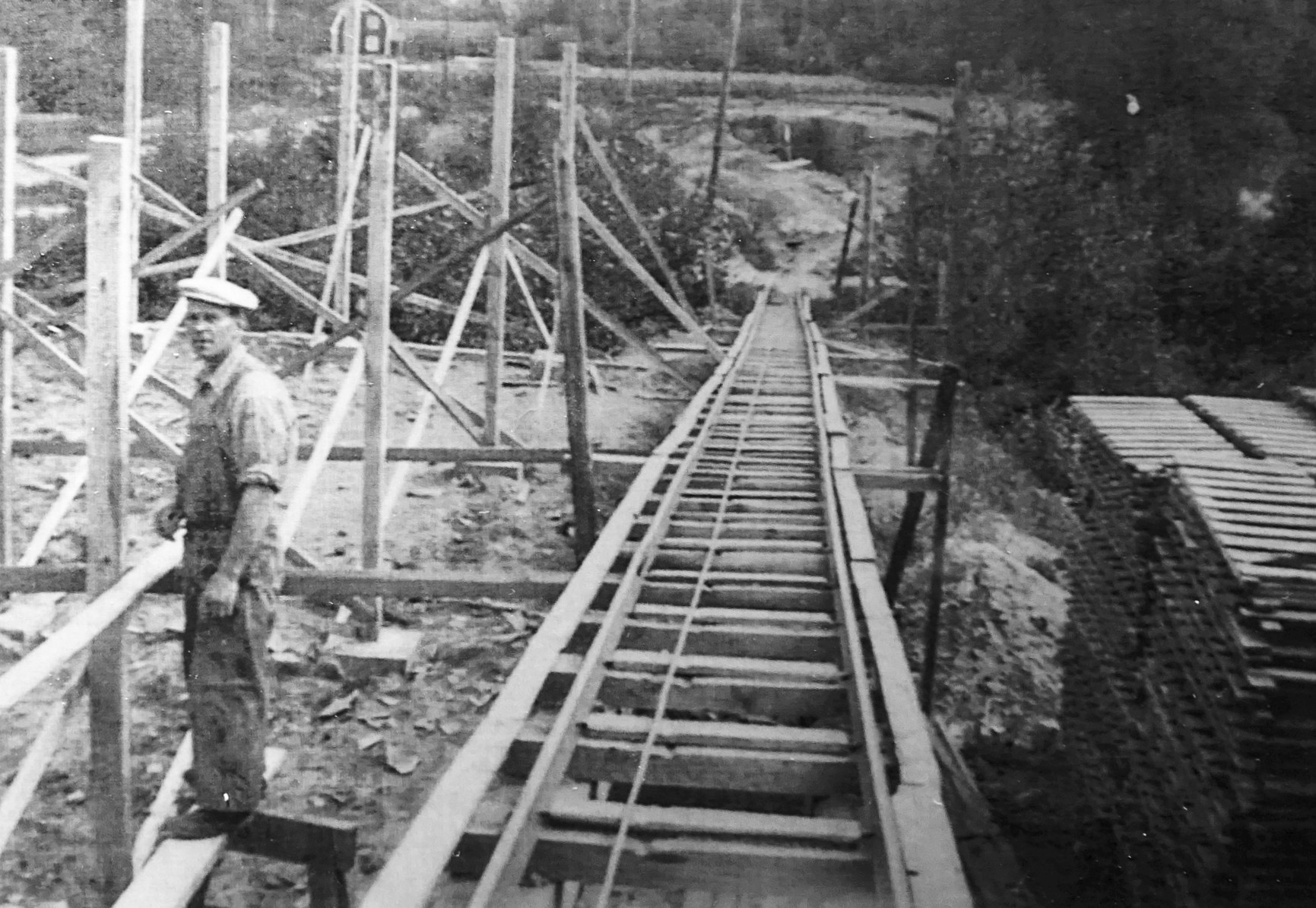
Decauvillebanan
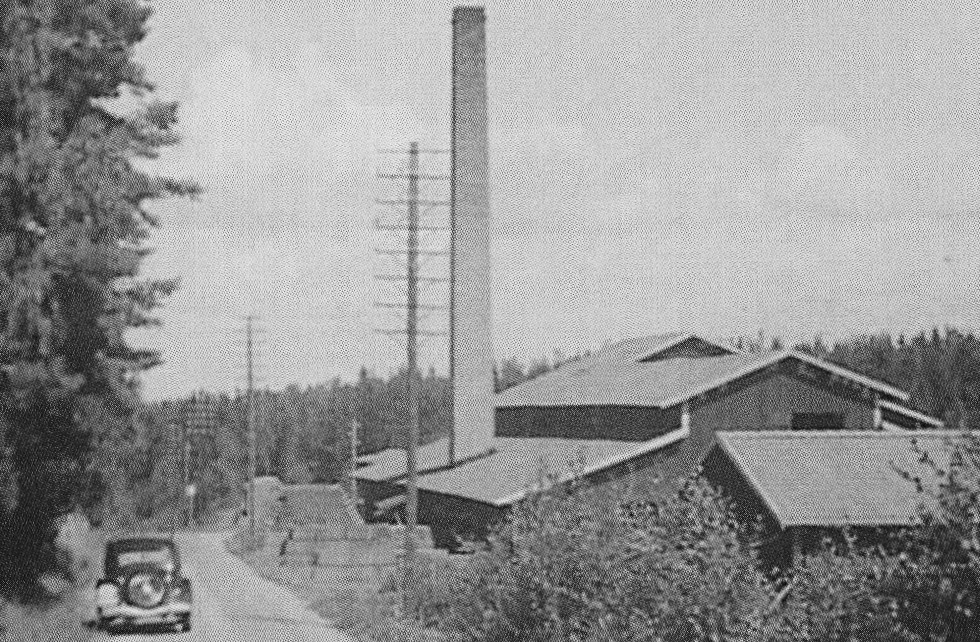
Fabriken från landsvägen
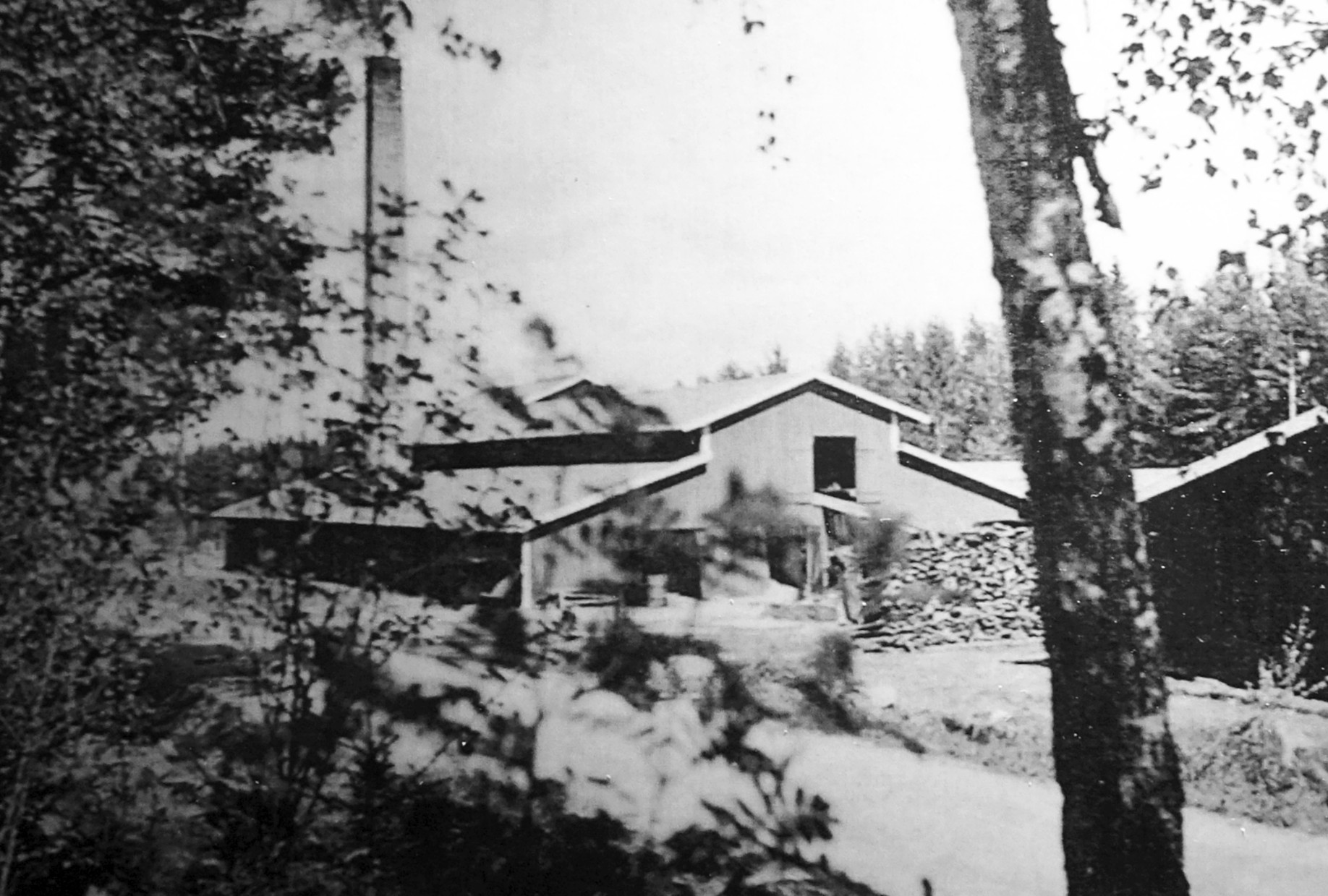
Fabriken från landsvägen

Sandviken nummer 2 var ett sommarbruk med en produktion av cirka 500 000 takpannor och 200 000 tegelrör om året. Arbetsstyrkan bestod av mellan 20 och 25 man. Anläggningen brann ner tre gånger men återuppbyggdes varje gång. 1961 lades verksamheten ner, främst på grund av konkurrensen genom betongtaktegel. Den siste tegelmästaren och ägaren var Greger Hamne. Idag återstår skorsten, några betongfundament och maskinhuset för kabelbanan samt omfattande mängder tegelskärvor i skogen. Dagens busshållplats ”Sandvikens tegelbruk” påminner om den tidigare verksamheten.
Nutida bilder, Sandviken nr 2

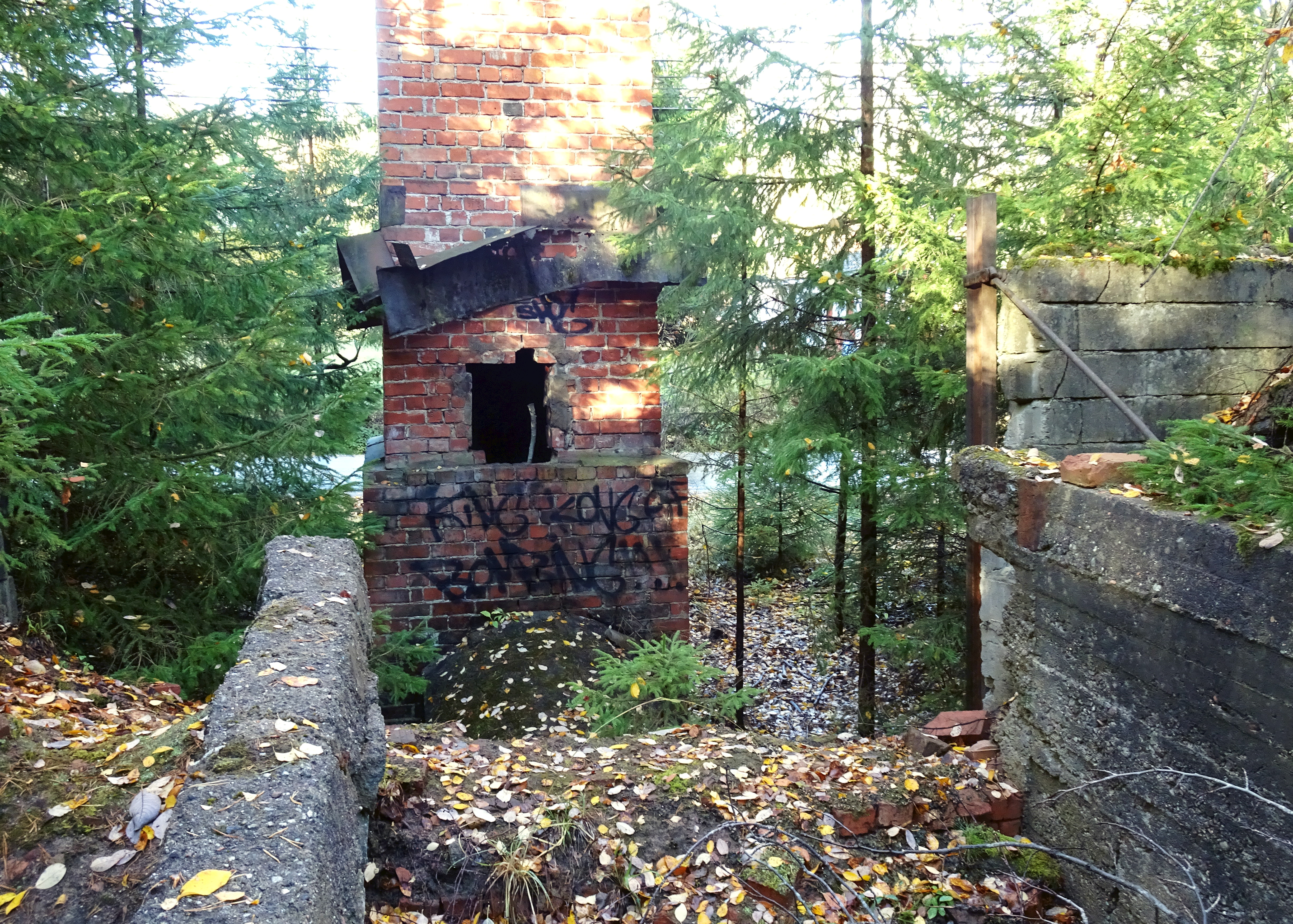
Skorstenen
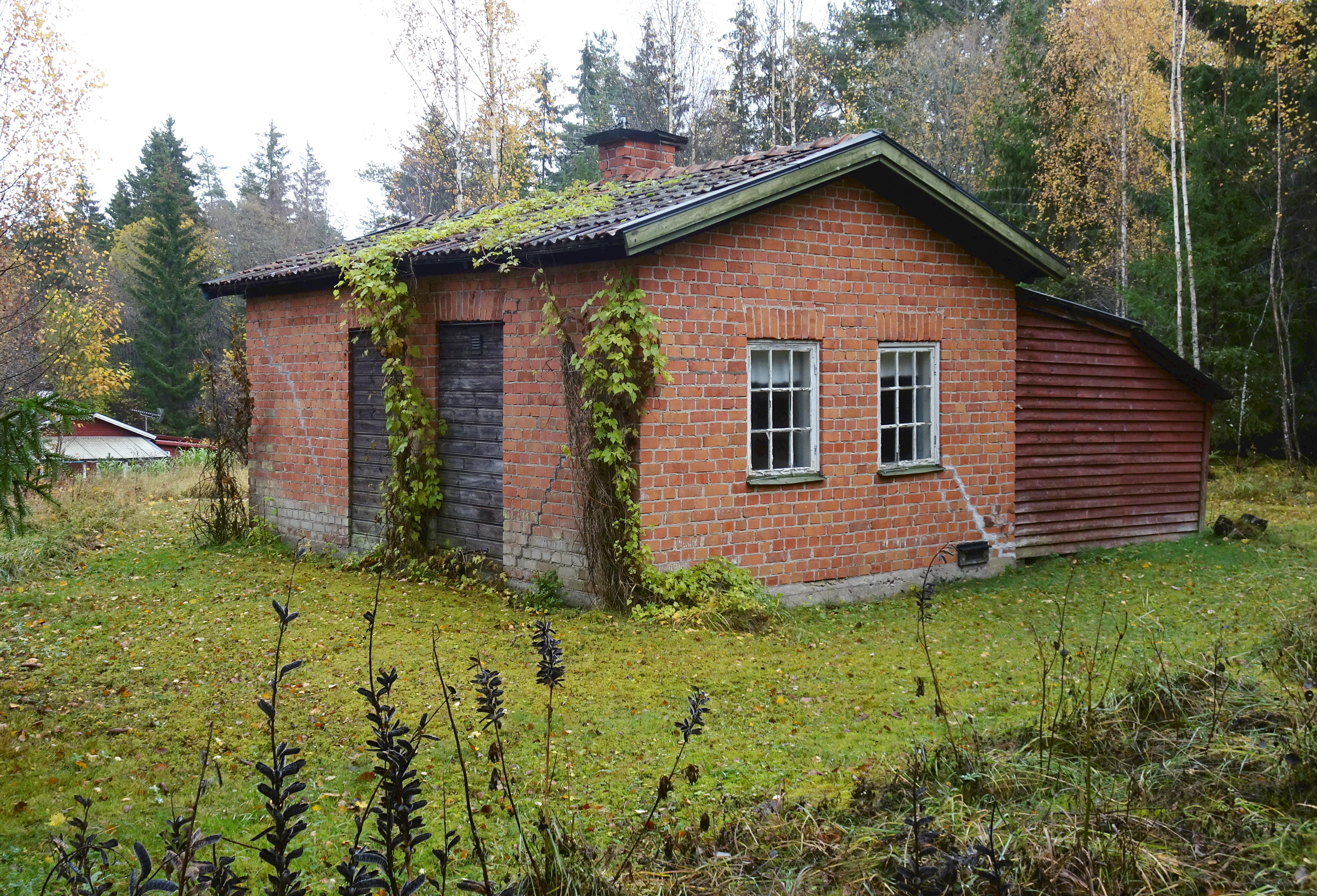
Maskinhuset
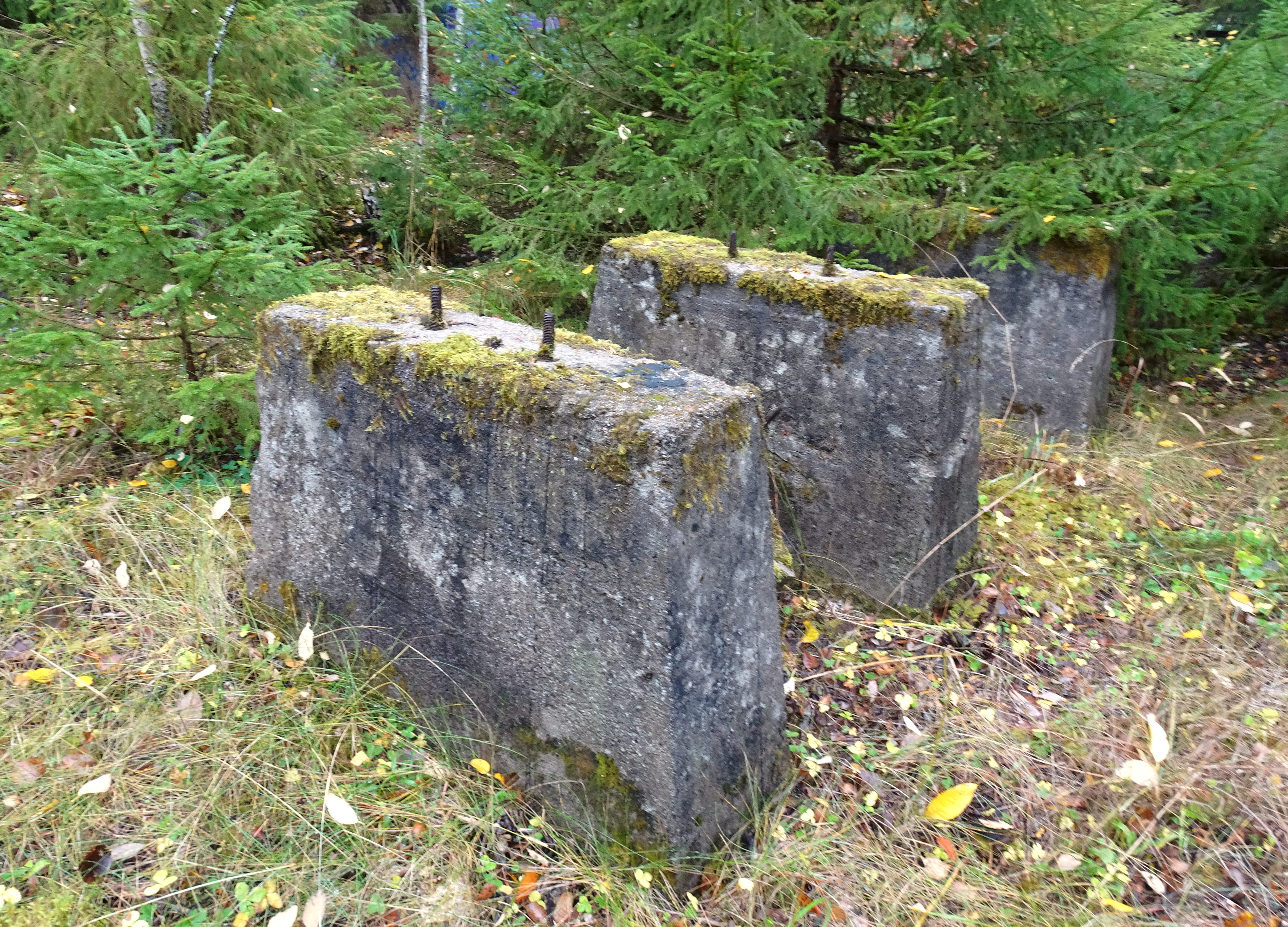
Betongfundament
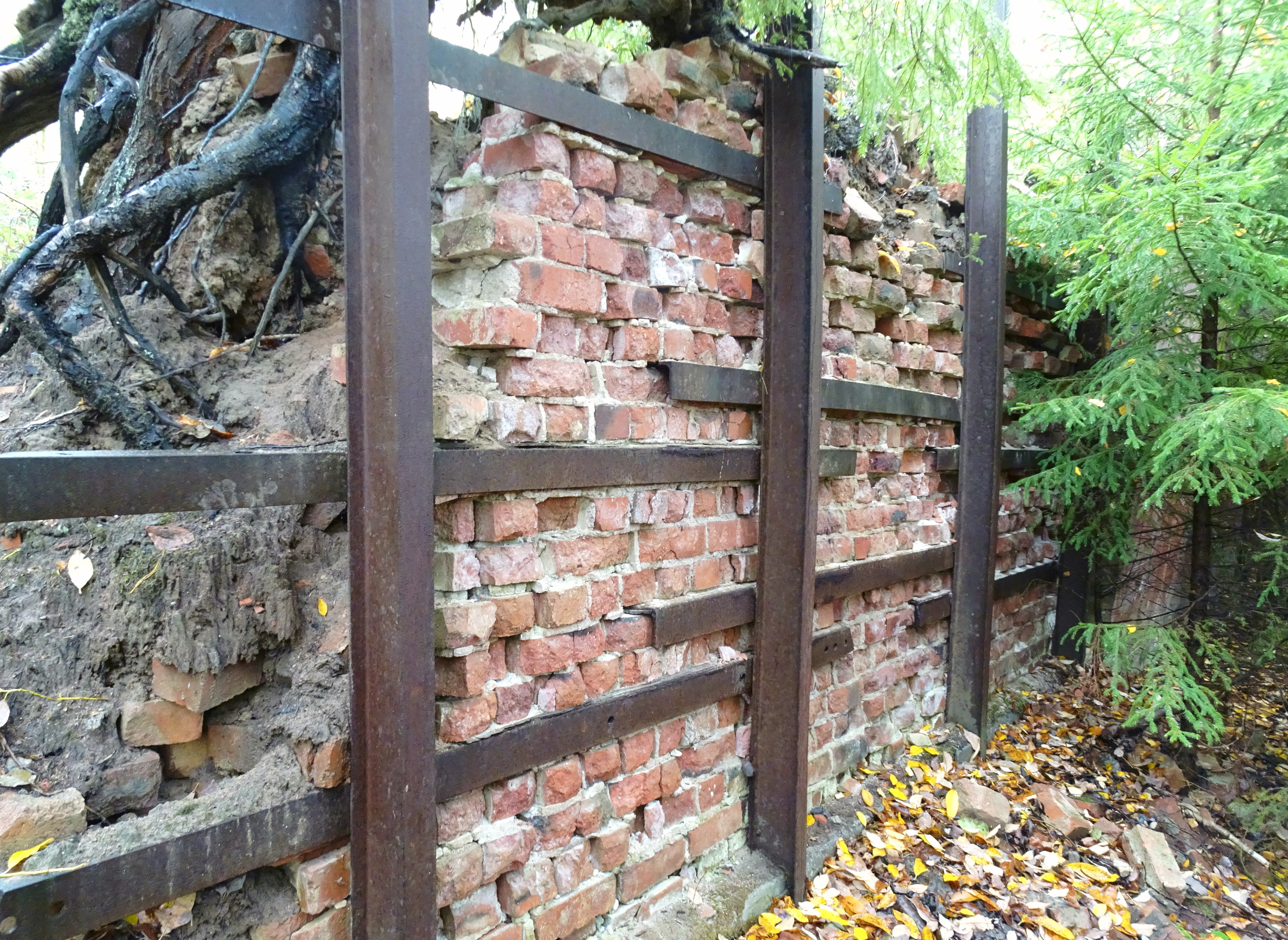
Rester efter flamugnen
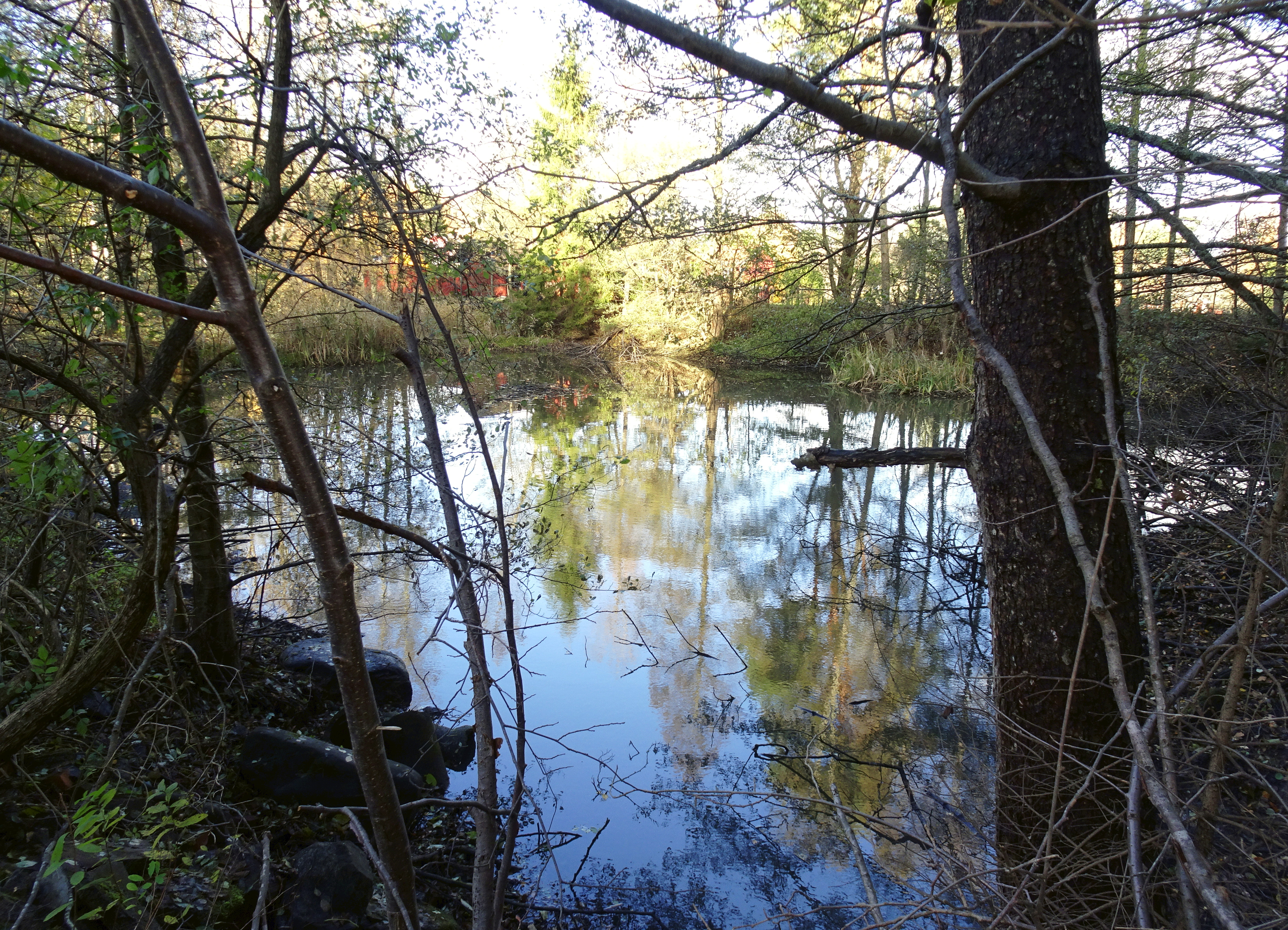
Brukets vattenfyllda lertäkt